# 巴雷山
67°30′S 68°33′W / 67.500°S 68.550°W
巴雷山（英語：Mount Barre）是南極洲的山峰，位於阿德萊德島南部，處於高德里山東北面3.7公里，海拔高度2,195米，在1909年由法國探險隊發現和測量，現時由南極條約體系管理。